# La Loi d'une mère

La Loi d'une mère (Defending Our Kids: The Julie Posey Story) est un téléfilm américain réalisé par Joanna Kerns, diffusé le 21 juillet 2003 sur Lifetime.

## Fiche technique
- Titre original : Defending Our Kids: The Julie Posey Story
- Réalisation : Joanna Kerns
- Scénario : Eric Tuchman
- Photographie : Eric Cayla
- Musique : Normand Corbeil
- Société de production : von Zerneck/Sertner Films
- Pays : États-Unis
- Durée : 90 minutes

## Distribution
- Annie Potts : Julie Posey
- Michael O'Keefe : Mike Harris
- Carl Marotte : Jerry Posey
- Janet Kidder : Cassandra Harris
- Ksenia Solo : Kristyn Posey
- Alan C. Peterson : Texas Top Dawg
- Marnie McPhail : Marla
- C. David Johnson (en) : Sam
- Arden Alfonso : Lonnie
- Jonas Chernick (en) : Keith